# Stenocercus chrysopygus
Stenocercus chrysopygus este o specie de șopârle din genul Stenocercus, familia Tropiduridae, descrisă de Boulenger 1900. Conform Catalogue of Life specia Stenocercus chrysopygus nu are subspecii cunoscute.